# Wurstware
Als Wurstware bezeichnet man bestimmte Fleischerzeugnisse, die unter Verwendung von Zutaten zubereitete schnittfeste oder streichfähige Gemenge aus zerkleinertem Fleisch, Fettgewebe sowie rezeptbezogen auch andere zum menschlichen Genuss bestimmte Körperteilen hergestellt wurden. Dazu gehören sowohl Würste als auch wurstartige Erzeugnisse.  Wurstwaren sind geräucht oder ungeräuchert, in Hüllen oder Behältnissen oder ohne Hülle in den Verkehr gebrachte Erzeugnisse. Einige Fleischerzeugnisse wie Galatine, Roulade oder Pastete sind nur dann Wurstwaren, wenn sie den Anforderungen an Brühwürste oder Kochwürste entsprechen. Küchenfertig vorbereitete Fleischwaren wie Fleischklopse oder Küchenpasteten gelten nicht als Wurstware.